# Cannington (circonscription saskatchewanaise 1905-1975)
Pour les articles homonymes, voir Cannington.
Circonscription électorale provinciale du Canada
Cannington est une circonscription électorale provinciale de la Saskatchewan au Canada. Elle est représentée à l'Assemblée législative de la Saskatchewan de 1905 à 1975.
Issue des 25 premières circonscriptions de la nouvelle province de la Saskatchewan en 1905, elle est fusionnée à la circonscription de Souris-Estevan pour former Souris-Cannington.

## Géographie
La circonscription était située dans le sud-est de la circonscription.

## Liste des députés
| Parlement                                     | Années     | Député                       | Député                     | Parti                     |
| Cannington                                    | Cannington | Cannington                   | Cannington                 | Cannington                |
| --------------------------------------------- | ---------- | ---------------------------- | -------------------------- | ------------------------- |
| 1re                                           | 1905–1908  |                              | John Duncan Stewart (en)   | Libéral                   |
| 2e                                            | 1908–1912  |                              | John Duncan Stewart (en)   | Libéral                   |
| 3e                                            | 1912–1917  |                              | John Duncan Stewart (en)   | Libéral                   |
| 4e                                            | 1917–1921  |                              | John Duncan Stewart (en)   | Libéral                   |
| 5e                                            | 1921–1924  | Robert Douglas               |                            | Libéral                   |
| 5e                                            | 1924-1925  | Albert Edward Steele         |                            | Libéral                   |
| 6e                                            | 1925–1929  | Albert Edward Steele         |                            | Libéral                   |
| 7e                                            | 1929–1934  |                              | Samson Wallace Arthur (en) | Indépendant, conservateur |
| 8e                                            | 1934–1938  |                              | William John Patterson     | Libéral                   |
| 9e                                            | 1938–1944  |                              | William John Patterson     | Libéral                   |
| 10e                                           | 1944–1948  |                              | William John Patterson     | Libéral                   |
| 11e                                           | 1948–1949  |                              | William John Patterson     | Libéral                   |
| 11e                                           | 1949-1952  | Rosscoe Arnold McCarthy (en) |                            | Libéral                   |
| 12e                                           | 1952–1956  | Rosscoe Arnold McCarthy (en) |                            | Libéral                   |
| 13e                                           | 1956–1960  | Rosscoe Arnold McCarthy (en) |                            | Libéral                   |
| 14e                                           | 1960–1964  | Rosscoe Arnold McCarthy (en) |                            | Libéral                   |
| 15e                                           | 1964–1967  | Thomas Milton Weatherald     |                            | Libéral                   |
| 16e                                           | 1967–1971  | Thomas Milton Weatherald     |                            | Libéral                   |
| 17e                                           | 1971–1975  | Thomas Milton Weatherald     |                            | Libéral                   |
| Circonscription fusionnée à Souris-Cannington |            |                              |                            |                           |